# Davinia Vanmechelen
Davinia Vanmechelen (* 30. August 1999) ist eine belgische Fußballnationalspielerin auf der Position einer Stürmerin und Mittelfeldspielerin.

## Karriere

### Vereinskarriere
Davinia Vanmechelen wurde am 30. August 1999 geboren und begann ihre Vereinskarriere als Fußballspielerin im Alter von sechs Jahren im Nachwuchs des unterklassigen Amateurvereins VC Landen in der Stadt Landen. Nach Jahren in der vereinseigenen Jugend wechselte sie als 14-Jährige im Jahre 2013 in den Nachwuchs des nicht weit entfernten Frauenfußballbereichs von Standard Lüttich. Dort wurde sie bereits in der Saison 2013/14 mit ihrer Jugendmannschaft Provinzmeister und gewann im Jahre 2014 den Beker van België U-16, den belgischen Fußballpokal für U-16-Mannschaften. In der darauffolgenden Spielzeit 2015/16 wurde sie, sowohl mit der zweiten Kampfmannschaft in der zweitklassigen 1ste Nationale, als auch mit der ersten Kampfmannschaft in der belgischen Erstklassigkeit, Meister. Im belgischen Frauenfußballpokal 2015/16 schaffte sie es mit der ersten Kampfmannschaft bis ins Viertelfinale und unterlag dort dem Lierse SK mit 0:1.
Durch den Meistertitel qualifizierte sich das Team für die Qualifikationsgruppenphase der UEFA Women’s Champions League 2016/17. In dieser kam Vanmechelen ebenfalls zu ihren Einsätzen und schied mit der Mannschaft als Zweiter der Gruppe 2 vom laufenden Turnier aus. In der Meisterschaft konnte Standard Lüttich 2016/17 den Meistertitel verteidigen und beendete die Saison, punktegleich mit RSC Anderlecht, jedoch mit der besseren Tordifferenz, erneut auf dem ersten Tabellenplatz. Im belgischen Pokal 2016/17 schied Vanmechelen mit ihrem Team erst im Halbfinale gegen den RSC Anderlecht aus. In der im Sommer 2017 stattfindenden Champions-League-Qualifikationsgruppenphase 2017/18 erreichte die Mannschaft in ihrer Gruppe erneut nur Platz 2 und schied abermals frühzeitig aus dem Wettbewerb aus; Vanmechelen war zu diesem Zeitpunkt nicht mehr Teil des Kaders. Im Frühjahr gaben die KRC Genk Ladies die Verpflichtung der zu diesem Zeitpunkt 17-Jährigen bekannt. Aufgrund ihrer Leistungen und ihres Talents wurde sie im Jahre 2017 mit einem Sparkle in der Kategorie „Espoirs“ ausgezeichnet.
In der Super League 2017/18, die im Sommer 2017 startete, belegt sie aktuell (Stand: 23. Januar 2018) mit den KRC Genk Ladies einen Platz im Tabellenmittelfeld. Eine Woche später verpflichtete sie dann allerdings der Paris Saint-Germain. Dort kam sie aber nur zu je einem Einsatz in der Liga und der UEFA Women’s Champions League 2018/19 sowie zwei Einsätzen im Women’s International Champions Cup und wurde am 1. Februar 2019 zunächst an PSV Eindhoven ausgeliehen. Am 1. Juli 2019 erfolgte dann der Wechsel zum FC Twente Enschede. Mitte 2020 wechselte sie dann zu Standard Lüttich.
Im Juni 2022 wechselte sie zum FC Brügge der nun als „Club YLA“ firmiert.
Neben ihrer Laufbahn als Fußballspielerin absolviert sie eine Ausbildung zur Kindergartenpädagogin.

### Nationalmannschaftskarriere
Ihr erstes Länderspiel für eine Auswahl des Königlichen Belgischen Fußballverbands absolvierte Vanmechelen am 26. März 2014, als sie unter Xavier Donnay in einem freundschaftlichen Länderspiel der U-15-Nationalmannschaft gegen die Alterskolleginnen aus den Niederlanden debütierte. Dies blieb zugleich auch ihr einziges Spiel für die belgische U-15-Auswahl. Bereits im Mai des gleichen Jahres nahm sie an einem internationalen U-16-Turnier in der Schweiz teil, wobei sie im letzten Spiel gegen Irland zwei Treffer zum späteren 3:1-Sieg beisteuerte. Nachdem sie während des Turniers in drei Partien zum Einsatz gekommen war, dauerte es ein weiteres Mal, ehe sie in Portugal in drei weiteren U-16-Länderspielen für ihr Heimatland eingesetzt wurde.
Zwischenzeitlich debütierte sie noch im Oktober 2014 in der U-17-Auswahl, für die sie in weiterer Folge zu regelmäßigen Einsätzen kam. So bestritt sie zwei der drei Partien in der Qualifikationsrunde zur U-17-EM 2015 und wurde, nach einem Freundschaftsspiel gegen die gleichaltrigen Schottinnen, von Tamara Cassimon in allen drei Spielen der Eliterunde der U-17-EM-Qualifikation eingesetzt. Am Ende reichte es lediglich für den zweiten Platz in der Gruppe 4, was jedoch das Aus für die U-17-Juniorinnen bedeutete. Ein halbes Jahr später bestritt sie mit ihrer Mannschaft die Qualifikation zur U-17-Europameisterschaft 2017. In dieser machte sie sich als beste Torschützin der Belgierinnen sowie als eine der besten Torschützinnen dieser EM-Qualifikation bemerkbar. Bereits in ihrem ersten Spiel, einem 15:0-Kantersieg über die gleichaltrigen Georgierinnen, konnte sie vier Treffer beisteuern. Nachdem sie beim nachfolgenden 1:0-Sieg über Aserbaidschan selbst torlos blieb, gelangen ihr beim letzten Gruppenspiel gegen die Alterskolleginnen aus Tschechien, einem 4:2-Erfolg, zwei Tore. Nach zwei Einsätzen in freundschaftlichen Länderspielen gegen die Schweiz im Februar 2016, in denen sie jeweils einmal zum Torerfolg kam, setzte sie Cassimon in allen drei Partien der nachfolgenden Eliterunde ein. Hierbei konnte sich das Team allerdings nicht mehr durchsetzen und schied punktelos als Letzter der Gruppe 6 aus der EM-Quali aus.
Zirka ein halbes Jahr später folgte die erste Einberufung der Offensivspielerin für die U-19-Nationalmannschaft, wo sie fortan von Kris Van Der Haegen eingesetzt wurde. Ihr erstes U-19-Länderspiel absolvierte sie am 19. September 2016 bei einem 2:1-Sieg über die Alterskolleginnen aus Irland. Danach startete sie im Oktober in die Qualifikation zur U-19-Europameisterschaft 2017 und kam in allen drei Spielen gegen Litauen, Weißrussland und Österreich zum Einsatz. Nach drei Siegen schloss Belgien die erste Qualirunde als Gruppensieger ab und stieg in die Eliterunde auf. In dieser führte sie mit den Belgierinnen, nachdem sie selbst im April 2017 noch zu zwei Einsätzen in Freundschaftsspielen gekommen war, nach zwei absolvierten Spielen die Gruppe an. Im letzten Spiel gegen die gleichaltrigen Spanierinnen verloren Belgien jedoch mit 1:3 und schloss die Gruppe als Zweitplatzierter ab. Dies bedeutete für die U-19-Frauen das erneute frühzeitige Aus.
Erstmals in die belgische A-Nationalmannschaft berufen wurde Vanmechelen bereits knapp zwei Monate nach ihrem 16. Geburtstag, als sie von Ives Serneels ins erweiterte Aufgebot für ein Gruppenspiel der 2. Qualifikationsrunde zur EM 2017 gegen Bosnien und Herzegowina geholt wurde. In diesem kam sie allerdings nicht zum Einsatz und debütierte erst etwas über ein Jahr später, als Ilves sie für ein internationales Freundschaftsspiel gegen die Niederlande berücksichtigte und sie kurz vor Spielende einwechselte. Bereits bei ihren beiden nächsten Länderspieleinsätze gegen Dänemark am 28. November 2016 und Frankreich am 19. Januar 2017 steuerte sie ihre ersten beiden Treffer für die A-Nationalmannschaft bei. Bis zum Start der Europameisterschaft, für die sich das Team erfolgreich qualifiziert hatte, absolvierte die Offensivakteurin weitere acht Länderspiele und erzielte in dieser Zeit einen Treffer. Danach holte sie Ilves in das 23-köpfige belgische Spielerinnenaufgebot, das an der EM-Endrunde in den Niederlanden teilnahm. Für Belgien erfolgte noch in der Gruppe A ein frühes Ende; als Gruppendritter schied man frühzeitig vom Wettbewerb aus. Vanmechelen kam in zwei der EM-Spiele zum Einsatz, spielte aber nie über die volle Spieldauer durch. Im September und Oktober 2017 brachte sie es zudem noch auf drei weitere Länderspieleinsätze anlässlich der Qualifikation zur WM 2019. Auch bei den WM-Qualifikationsspielen im Jahr 2018 kam sie zum Einsatz und sorgte mit zwei Toren im letzten Gruppenspiel für den 2:1-Sieg gegen Italien, wodurch sich die Belgierinnen als einer der vier besten Gruppenzweiten für die Playoffs qualifizieren konnten. Im Halbfinale gegen die Schweiz schieden sie aber nach einem 2:2 im Heimspiel und einem 1:1 im Auswärtsspiel aufgrund der Auswärtstorregel aus.
In der Qualifikation für die EM 2022 wurde sie siebenmal eingesetzt und erzielte dabei ein Tor. Da die eigentlich für 2021 terminierte Endrunde wegen der COVID-19-Pandemie um ein Jahr verschoben wurde, begann danach schon die  Qualifikation zur WM 2023, bei der sie in den acht Spielen vor der EM-Endrunde dreimal eingesetzt wurde. Sie wurde dann auch für die EM-Endrunde nominiert, dort aber nicht eingesetzt. Nach der EM kam sie in den beiden letzten Gruppen-Spielen der Qualifikation für die WM 2023 zum Einsatz und qualifizierte sich mit ihrer Mannschaft für die Play-offs der Gruppenzweiten. Sie scheiterte mit ihrer Mannschaft aber in der ersten Play-off-Runde durch eine 1:2-Niederlage gegen Portugal.

## Erfolge
Standard Lüttich
- Sieger des Beker van België U-16: 2014 (mit der U-16-Mannschaft)
- Provinzmeister: 2013/14 (im Nachwuchs)
- Meister der zweitklassigen 1ste Nationale: 2015/16 (mit der 2. Mannschaft)
- Meister der erstklassigen Super League: 2015/16 und 2016/17 (mit der 1. Mannschaft)

## Auszeichnungen
- Gewinnerin des Sparkles in der Kategorie Espoir: 2017